# Pol Lirola
Pol Mikel Lirola Kosok (ur. 13 sierpnia 1997 w Mollet del Vallès) – hiszpański piłkarz grający na pozycji obrońcy we francuskim klubie Olympique Marsylia.

## Kariera klubowa
Lirola jest wychowankiem Espanyolu. Stamtąd trafił do młodzieżowych drużyn Juventusu. Nie potrafił się przebić do kadry pierwszego zespołu turyńczyków, dlatego w sierpniu 2016 roku udał się na wypożyczenie do Sassuolo. Debiut na poziomie Serie A zanotował w wygranym 2:0 spotkaniu z Genoą. Lirola rozegrał wtedy pełne 90 minut. Był wypożyczany przez 2,5 roku, aż w styczniu 2018 roku został zakupiony przez Neroverdich. Kwota transferu wyniosła 7 milionów euro. Podobnie jak debiut, także i pierwszego gola w Sassuolo strzelił przeciwko Genoi - miało to miejsce 2 września 2018 roku. Zespół Liroli wygrał to spotkanie 5:3, a sam zawodnik wpisał się na listę strzelców w 38. minucie podwyższając wtedy wynik na 2:1.

## Statystyki kariery

### Klub
Stan na 14 lutego 2019 r.
| Klub                | Sezon               | Liga                | Liga  | Liga | Puchar kraju | Puchar kraju | Kontynent. | Kontynent. | Inne  | Inne | Suma  | Suma |
| Klub                | Sezon               | Liga                | Mecze | Gole | Mecze        | Gole         | Mecze      | Gole       | Mecze | Gole | Mecze | Gole |
| ------------------- | ------------------- | ------------------- | ----- | ---- | ------------ | ------------ | ---------- | ---------- | ----- | ---- | ----- | ---- |
| Juventus            | 2016/17             | Serie A             | 0     | 0    | 0            | 0            | 0          | 0          | 0     | 0    | 0     | 0    |
| Juventus            | Łącznie:            | Łącznie:            | 0     | 0    | 0            | 0            | 0          | 0          | 0     | 0    | 0     | 0    |
| Sassuolo            | 2016/17             | Serie A             | 22    | 0    | 0            | 0            | 7          | 1          | —     | —    | 29    | 1    |
| Sassuolo            | 2017/18             | Serie A             | 24    | 0    | 2            | 0            | —          | —          | —     | —    | 26    | 0    |
| Sassuolo            | 2018/19             | Serie A             | 21    | 1    | 3            | 0            | —          | —          | —     | —    | 24    | 1    |
| Sassuolo            | Łącznie:            | Łącznie:            | 67    | 1    | 5            | 0            | 7          | 1          | 0     | 0    | 79    | 2    |
| Łącznie w karierze: | Łącznie w karierze: | Łącznie w karierze: | 67    | 1    | 5            | 0            | 7          | 1          | 0     | 0    | 79    | 2    |